# Bromelia irwinii
Espèce
Classification phylogénétique
Bromelia irwinii est une espèce de plantes à fleurs la famille des Bromeliaceae. C'est une plante tropicale endémique du Brésil.

## Distribution
L'espèce est endémique du sud de l'État de Goiás au centre du Brésil.

## Description
L'espèce est hémicryptophyte.